# Hexen II
 (décembre 2018).
Si vous disposez d'ouvrages ou d'articles de référence ou si vous connaissez des sites web de qualité traitant du thème abordé ici, merci de compléter l'article en donnant les références utiles à sa vérifiabilité et en les liant à la section « Notes et références ».
Hexen II est un jeu de tir à la première personne développé par Raven Software et sorti lors du quatrième trimestre 1997.
Grâce à la collaboration déjà bien rodée entre Raven Software et id Software, collaboration établie sur Heretic et Hexen, Hexen II, bien qu’étant le premier jeu à sortir avec une licence du moteur de Quake, tire bien parti de cette technologie.
Dans Hexen II l’aventurier devra affronter Eidolon, le dernier des trois Chevaucheurs de Serpent, un trio d’horribles démons semant mort et terreur – les deux précédents ayant été éliminés dans Heretic et Hexen. Au cours de ses voyages il traversera l’Égypte pharaonique, la Mésopotamie, la Grèce antique et le Moyen Âge européen. Il affrontera au passage les quatre Cavaliers de l’Apocalypse ainsi que des golems, des araignées géantes, des gargouilles des méduses et une poignée d’autres monstres. La survie du monde de Thyrion en dépendra. À l’opposé d'un jeu de tir à la première personne classique, quatre personnages peuvent être incarnés : un paladin, un croisé, un nécromancien et un assassin. Au cours de l’aventure, ils découvriront de nouvelles armes mais gagneront également de l’expérience et monteront en niveaux, rapprochant ainsi Hexen II d’un jeu de rôle.
Devant le succès du jeu, une extension officielle sortira : Hexen II: Portal of Praevus.

## Technique
Reprenant le moteur graphique du célèbre Quake, en partie remanié par id Software pour l’occasion, Hexen II bénéficie donc à sa sortie des toutes dernières innovations en termes technologiques. En plus des caractéristiques de Quake – modèles des personnages, des objets, du mobilier et des monstres entièrement en trois dimensions, système lumineux pré-calculé combiné avec un système d’éclairage dynamique en temps réel, moteur physique gérant l’accélération, la friction et le souffle des explosions, console permettant de modifier presque tous les paramètres graphiques et physiques du jeu et de scripter des actions complexes pour les attribuer à une touche – venaient s’ajouter le support des cartes 3D sous OpenGL et le Glide, les surfaces transparentes, le re-dimensionnement en temps réel des modèles et un système de hub permettant au joueur de faire des aller-retour entre différents niveaux.

## Modifications

### Possibilités de modifications
Comme Quake, Hexen II offre la possibilité de créer de nouvelles apparences pour les joueurs en réseaux (des skins), de nouvelles textures, de nouveaux monstres, de nouvelles armes et de nouveaux niveaux à l’aide d’une multitude d’outils, fournis par id Software, par Raven Software et par la communauté des joueurs. Le format de fichier des niveaux est le format .bsp, format compilé propre aux trois Quake et à une vingtaine d’autres jeux basés sur les technologies id Software. Il suffit donc d’utiliser le bon compilateur pour pouvoir porter vers Hexen II ses .map créées pour Quake, pour Half-Life ou pour Soldier of Fortune.
En plus de cela les mécanismes du jeu peuvent être eux-mêmes modifiés grâce au HexenC, langage de programmation interprété semblable au langage C et évolution du QuakeC.

### Ports du moteur
En suivant la tradition instaurée pour Hexen et Heretic, Raven Software sort le code source de Hexen II en 2000 sous la licence publique générale GNU, autorisant ainsi le port sous différentes plates-formes ou la réécriture pour optimisation vis-à-vis des nouvelles technologies.
Parmi les ports du moteur de Hexen II on peut noter :
- NewHexen
- Pa3Pyx'Hexen II source port
- Hexen/2, un port pour OS/2 Warp par Jostein Ullestad.
- Hexen II for Linux : Anvil of Thyrion
- Hexen II for Linux : Hammer of Thyrion
- Hexen II for MorphOS : Hammer of Thyrion
- JSHexen2
- Dcquake, un port de Quake, Quake II et Hexen II pour Dreamcast